# الاصع (السياني)

تعديل مصدري - تعديل

الاصع محلة تابعة لقرية بيت الرعاوي، التابعة لعزلة النقيلين بمديرية السياني إحدى مديريات محافظة إب في الجمهورية اليمنية.، بلغ تعداد سكانها 31 حسب تعداد اليمن لعام 2004.